# John Ruddy
John Thomas Gordon Ruddy (* 24. Oktober 1986 in St Ives in Huntingdonshire) ist ein englischer Fußballtorwart, der seit 2024 bei Newcastle United unter Vertrag steht.

## Karriere
Nachdem er seine Profikarriere bei Cambridge United begonnen hatte, wechselte er im Sommer 2005 zum FC Everton, mit einer Ablösesumme von 250.000 £.
Im September 2005 nahm er für den FC Walsall in der Football League One an fünf Spielen teil. Es folgten zwei weitere Ausleihgeschäfte mit den Vereinen Rushden & Diamonds und Chester City.
Im Februar 2006 hatte er sein Debüt beim FC Everton, nachdem alle anderen Torwärter spielunfähig waren.
Im September 2006 wurde ein einmonatiges Ausleihgeschäft mit Stockport County abgeschlossen, welches auf drei Monate verlängert wurde aufgrund der guten Leistung von Ruddy. Im Februar 2007 spielte er einen Monat für den AFC Wrexham.
Nach weiteren Leihgeschäften absolvierte Ruddy erneut auf Leihbasis die gesamte Saison 2009/10 für den FC Motherwell, bevor er im Juli 2010 beim englischen Zweitliga-Aufsteiger Norwich City einen neuen Vertrag unterschrieb und in der Football League Championship 2010/11 den direkten Durchmarsch in die Premier League erreichte.
Am 16. Mai 2012 wurde er von Roy Hodgson für die englische Nationalmannschaft als dritter Torwart für die Europameisterschaft 2012 nominiert. Im Trainingslager zog er sich jedoch einen Fingerbruch zu und wurde durch Jack Butland ersetzt.
Im Juni 2017 wechselte John Ruddy zu den Wolverhampton Wanderers in die Championship. In seiner ersten Spielzeit bestritt er 45 Ligaspiele und gewann mit Wolverhampton die Meisterschaft in der EFL Championship 2017/18. Nach dem Aufstieg verpflichtete sein Verein den portugiesischen Nationaltorhüter Rui Patrício, der in den kommenden drei Spielzeiten die Nummer eins im Tor blieb. John Ruddy bestritt daher in vier Jahren in der Premier League lediglich fünf Partien.
Mitte Juli 2022 wechselte der 35-Jährige zum Zweitligisten Birmingham City. Im Juli 2024 zog es ihn zu Newcastle United.